# Куатбек, Мухамбет Шоханулы
Мухамбет Шоханулы Куатбек (каз. Мұхамбет Шоқанұлы Қуатбек; 2 января 1997, Толебийский район, Южно-Казахстанская область — 16 марта 2024, Филадельфия, Пенсильвания) — казахстанский борец вольного стиля, победитель юношеских Олимпийских игр 2014 года в весовой категории до 54 кг. Представлял Карагандинскую область.

## Карьера
В 2013 году впервые участвовал на юношеском Чемпионате Мира, но занял только 14 место.
На юношеском чемпионате Азии 2014 года в финале одолел японца Таиши Нарикуни в весе до 54 кг, в том же году стал бронзовым призером Чемпионата Мира среди юношей до 58 кг.
На Летних юношеских Олимпийских играх 2014 года в финале со счетов 7-6 победил американца Дейтона Фикса в весе до 54 кг.
В 2016 году стал бронзовым призером чемпионата Азии среди юниоров в весе до 55 кг.
В 2017 году стал серебряным призером чемпионата Азии среди юниоров в весе до 55 кг, в финале уступив узбекистанцу Джахонгирмирза Туробову.
Погиб 16 марта 2024 года в возрасте 27 лет из-за проблем с сердцем  на территории США.

## Спортивные результаты
- Чемпионат Азии среди юношей по вольной борьбе (Бангкок, Таиланд 2014);
- Чемпионат Мира среди юношей по вольной борьбе (Снина, Словакия 2014);
- Юношеские Олимпийские игры (Нанкин, Китай 2014);
- Чемпионат Азии среди юниоров по вольной борьбе (Манила, Филиппины 2016);
- Чемпионат Азии среди юниоров по вольной борьбе (Тайчжун, Тайвань 2017);